# Subasociace (fytocenologie)
Podsvaz (subassociatio) je vedlejší úroveň (rank) fytocenologických jednotek. Její nejbližší hlavní nadřazenou jednotkou je asociace. Jméno subasociace se tvoří ze jména nadřazené asociace, tedy vědeckého názvu rostlinného druhu (nebo názvu dvou druhů oddělené spojovníkem) a přidává se s počátečním malým písmenem jméno subasociace s koncovkou -etosum. Příklad: Carici remotae-Fraxinetum caricetosum pendulae Tüxen 1937. Za jménem se uvádí autor jména a rok, kdy ho popsal. Nomenklatura syntaxonů včetně jmen subasociací se řídí podle Mezinárodního kódu fytocenologické nomeklatury.